# Königliches Realgymnasium (Bromberg)
Das Königliche Realgymnasium zu Bromberg bestand von 1890 bis 1920 und war ein Realgymnasium in Bromberg.

## Geschichte

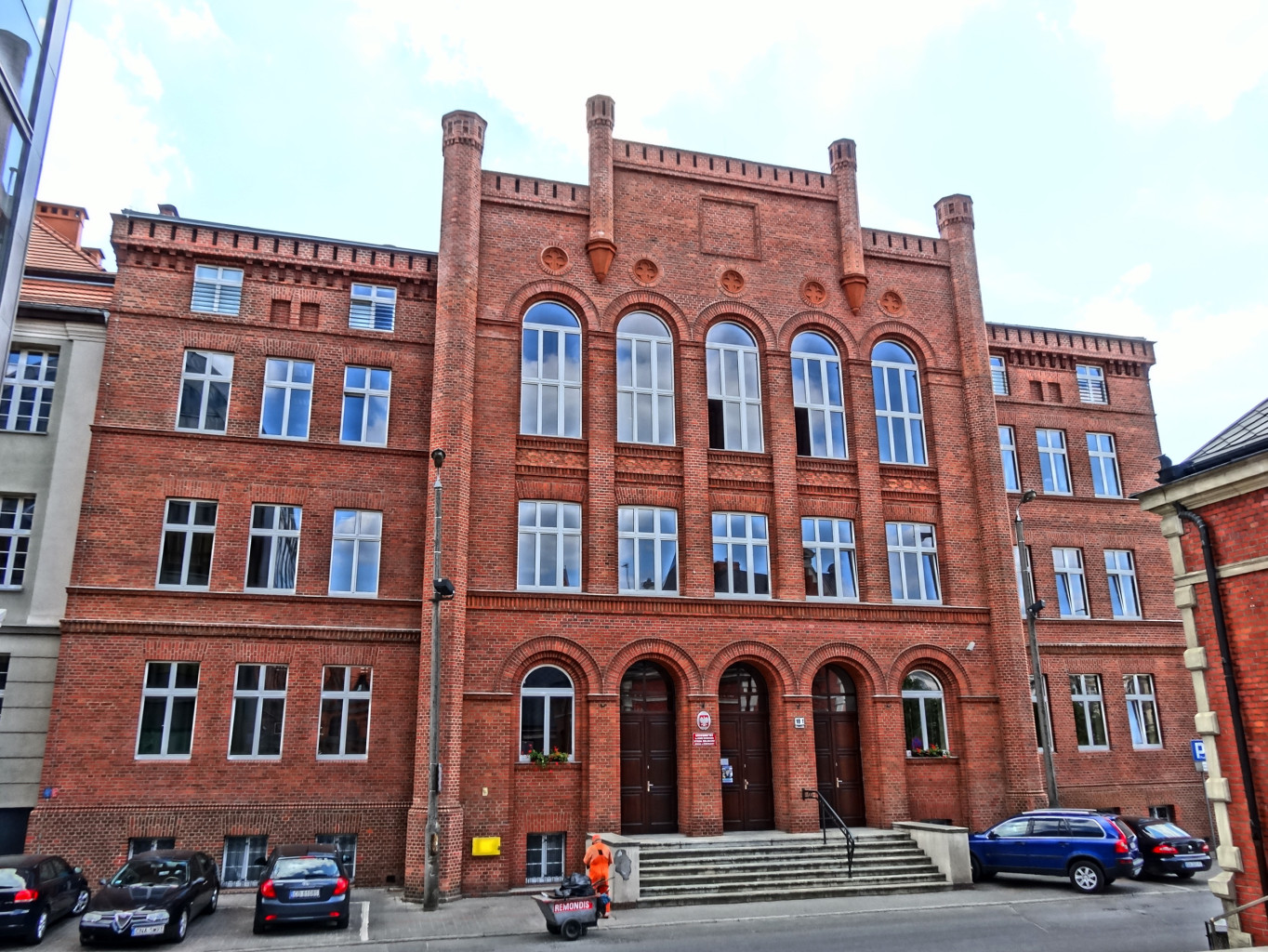
Das Gebäude des ehem. Königlichen Realgymnasiums

Am 23. Mai 1851 wurde in Bromberg in der Burgstraße (ul. Grodzka) 18 die Städtische Realschule gegründet. Am 31. März 1882 wurde die Schule in ein Realgymnasium umgewandelt, das 1890 vom preußischen Staat übernommen und in Königliches Realgymnasium umbenannt wurde. Das Gebäude entstand 1858 auf der Burginsel.
Im Januar 1920 nach der Abtretung der Stadt an Polen richtete man in dem Schulgebäude das Państwowe Gimnazjum Humanistyczne (Staatliches Humanistisches Gymnasium) ein. Nach dem Weltkrieg zog die Technische Fachschule bzw. Fakultät für Bauwesen ein. Seit 2007 ist in dem Gebäude das Theologische Seminar untergebracht.
Ein deutsches Privatgymnasium nahm nach 1920 deutsche Schüler auf, ab 1938 in der ul. Chodkiewicza 30. Im Oktober 1939 wurde daraus das Albrecht-Dürer-Oberschule. Das Gebäude wird heute von der Universität genutzt. Eine Bürgerschule oder Oberschule für Jungen stand in der Braesickerstr. (ul. Stanislawa Staszica) 4 und ist heute ein Lyzeum. Die städtische Realschule befand sich in der Gräfestr. (ul. Mikolaja Kopernicka) 1, heute das Copernicanum der Universitätsverwaltung.

## Fußball
Schon im Herbst 1891 spielten Quartaner der Schule, unter der Leitung des Lehrers Bernhard Kuhse, auf dem „Hempelschen Felde“ (heute Innenstadt) Fußball. Am 26. Juni 1894 gründeten 23 Sekundaner einen Fußballverein. Es war damit der erste Fußballverein in Bromberg und einer der frühesten Schulsportvereine in Deutschland. Der Vorstand des Vereins wurde von den Schülern gebildet. Zweimal die Woche wurde gespielt, auf den im Sommer 1892 gepachteten Spielplätzen in der Nähe des Forsthauses Brenkenhof (heute Bocianowo). Am 2. September 1894 bestritt der Verein sein erstes Wettspiel im Rahmen der Feiern des Sedantages. Auf einer Wiese in Ostromecko spielten die Mannschaften „Blau“ und „Rot“ 1:1 unentschieden. Der Verein hatte 13 bis 36 Mitglieder. Anfang des Schuljahres 1914 hatte der Verein nur noch 18 Mitglieder. Die meisten sind aber bei Ausbruch des Ersten Weltkrieges eingezogen worden, so das nur noch 5 Mitglieder übrig blieben.

## Schüler
- Franz Tourbié (1847–1910), Amtsrichter in Pommern, 1892–1910 sozialpolitischer Stadtrat in Berlin
- Ernst Toller (1893–1939), Schriftsteller und Politiker